# Camponotus orites
Camponotus orites é uma espécie de inseto do gênero Camponotus, pertencente à família Formicidae.